# Tyla King
Tyla King (nascida Nathan-Wong; Auckland, 1 de julho de 1994) é uma jogadora de rugby sevens neozelandesa, campeã olímpica.

## Vida pessoal
Nathan-Wong nasceu em Auckland em 1º de julho de 1994, filho de Deanne e Russell Nathan-Wong.
Seu avô, David Wong nasceu na Nova Zelândia, filho de imigrantes de Guangzhou. Ele se tornou amigo íntimo de Roger Bailey, que mais tarde jogaria 30 vezes pelo time nacional de rugby da Nova Zelândia entre 1961 e 1970. Como resultado de sua amizade, Wong começou a jogar rugby league quando jovem para Ponsonby, numa época em que era incomum para uma pessoa de ascendência asiática praticar esportes de contato. Ele progrediu para as séries seniores, época em que seu time em 1967 venceu a principal competição da região, o Fox Memorial Shield. Naquele mesmo ano, Wong se tornou o primeiro chinês a jogar pelo time de Auckland. Todas as quatro filhas de Wong inicialmente tentaram jogar rugby league, mas descobriram que sua pequena estatura dificultava o contato físico, então elas mudaram para jogar touch rugby. Korina e Michele se tornaram representantes provinciais de toque, enquanto Sheree e Deanne representaram a Nova Zelândia.
A educação secundária de Tyla Nathan-Wong foi recebida no Lynfield College. Em Lynfield, ela competiu em atletismo, basquete, futebol e taekwondo (no qual obteve uma faixa vermelha). Por causa de sua baixa estatura, ela não foi selecionada para o time intermediário de basquete da escola. No futebol, Nathan-Wong jogou em 2004 no time Metro Boys 10th Grade; em 2004 e 2005 no time Auckland Weir Rose Bowl Football Under-12 Girls; em 2005 no time Three Kings United 13th Grade Girls Division, em 2006 no time Three Kings United 15th Grade Girls Division 1; em 2008 no time West Auckland Women's Premier Reserves, em 2009 no United Soccer Under-15 Girls e no time Waitakere Women's Premier.

## Carreira
Ela começou a ser notada quando em 2004 jogou pelo time de rugby touch misto sub-11 de Auckland. Subindo de nível, ela foi capitã do time misto sub-13 de Auckland em 2005 e 2006.
Em 2007, ela jogou pelo North Harbour Sub-13 Mixed e pelo North Harbour Sub-15 Girls' teams. De 2006 a 2009, ela jogou pelo Northern Pirates Sub-15 girls team (que consistia em meninas de Auckland, North Harbour e Counties Manukau). Ela foi capitã do time em 2008.
Nathan-Wong integrou o elenco da Seleção Neozelandesa Feminina de Rugby Sevens medalha de prata nos Jogos Olímpicos Rio 2016. Nas Olimpíadas de 2020, conquistou a medalha de ouro no torneio feminino de sevens.